# Megachile brachysoma
Megachile brachysoma är en biart som beskrevs av Cockerell 1924. Megachile brachysoma ingår i släktet tapetserarbin, och familjen buksamlarbin. Inga underarter finns listade i Catalogue of Life.